# Um Coração Ardente

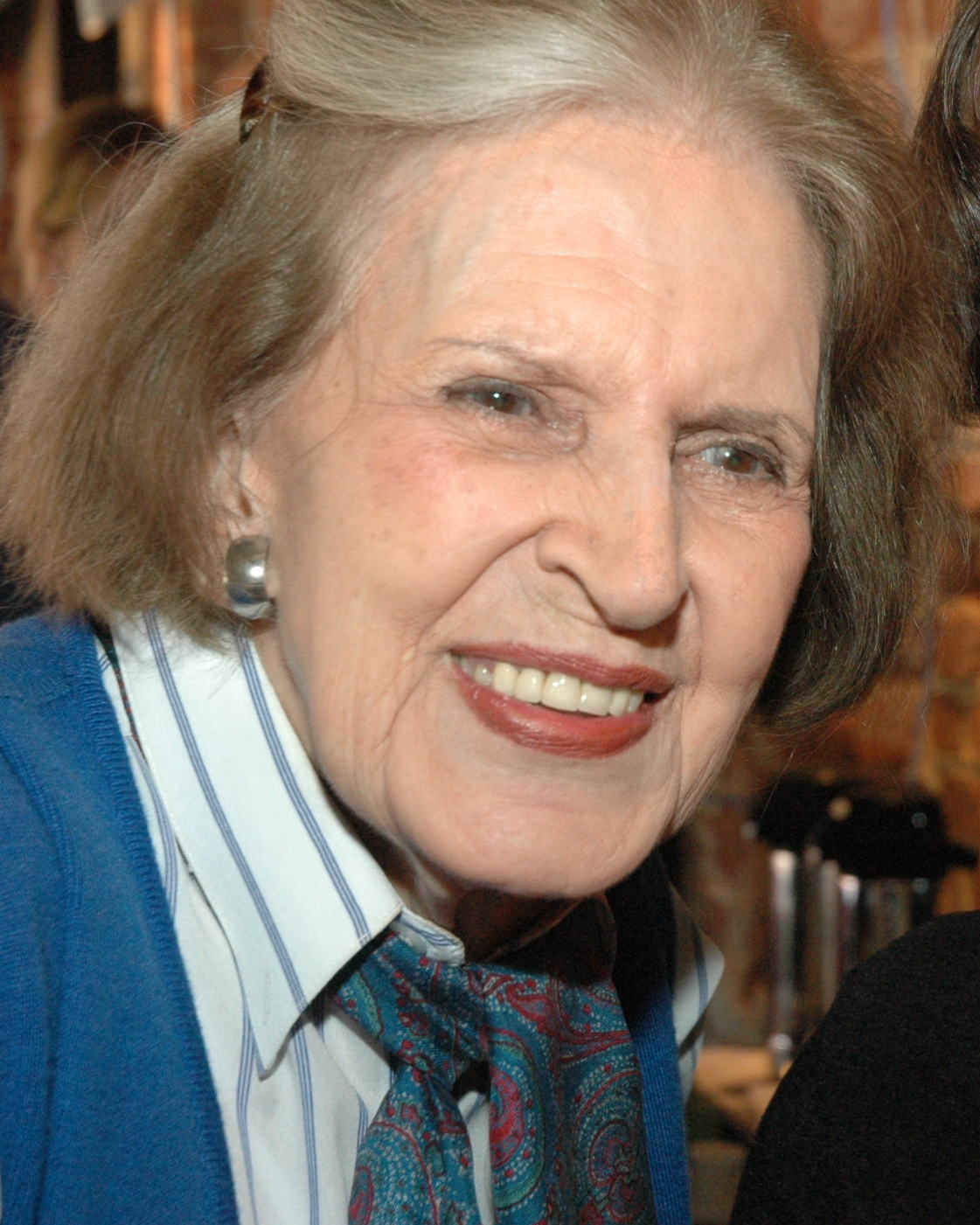
Lygia Fagundes Telles, também conhecida como primeira-dama da literatura brasileira, é a escritora da coletânea de contos "Um coração ardente".

Um Coração Ardente é um livro de Lygia Fagundes Telles publicado em 2012. Trata-se de uma reunião de dez contos da escritora escritos entre 1950 a 1980 que estavam espalhados até que a Companhia das Letras agrupou-os no livro. As histórias são de homens e mulheres, crianças e adultos flagrados em seus sentimentos mais secretos e em sua relação espinhosa com a vida à sua volta.
Lygia demonstra toda sua maestria narrativa quando consegue criar com o leitor uma relação íntima com os sentimentos dos seus personagens. Dessa maneira envolvente, consegue navegar entre vidas passadas (como a fantasia de “O Encontro”), transplante de olhos que permite um cego voltar a visão embora não possa dominá-la (em “A Estrela Branca”), casamento que o marido acorda sem reconhecer a mulher ao seu lado (em “O Noivo”), o amante imaginário tomando uma forma real (como em “Emanuel”), a sensação de estranheza de um menino órfão que tem apenas um único amigo e consolo: seu cachorro (em “Biruta”), o empenho em proteger cartas comprometedoras de um político casado (em “As Cartas”) e a paixão de um homem por uma garota sem saber que esta é prostituta (em “O Coração Ardente”) entre outros contos que nos causam estranheza, morbidez e nos trazem sensibilidade.
Entre a oscilação de universos que abordam o realismo social e uma história de terror, a experimentação dos momentos é predominante em seus textos, trazendo seus sentimentos mais intimistas dentro de cada conto ao passo que o leitor pudesse vivenciar junto com cada personagem. Além disso, foi capaz de escrever poesias em prosa, pois todos os elementos do conto têm um sentido oculto por trás, tudo e todos terão um momento importante na narrativa e é preciso ler cada linha cuidadosamente para não perder nenhum detalhe que possa ser essencial, nada está escrito por acaso. Essa coletânea mexe com os sentidos de seu leitor, não só pelo acontecimento final, mas por todo o caminho percorrido até chegar nele, tudo que foi saboreado antes do grande clímax, as críticas colocadas nas entrelinhas, os questionamentos sobre a veracidade do amor entre outros inúmeros núcleos temáticos nos levam a observar a vida de outra maneira. Não só isso, quando se relê há outras interpretações como se eles se renovassem e sempre permanecessem atuais, revelando o talento, competência e maestria de Lygia Fagundes Telles.

## Os contos
- Um Coração Ardente.
- Dezembro No Bairro.
- O Dedo.
- Biruta.
- Emanuel.
- As Cartas.
- A Estrela Branca.
- O Noivo.
- O Encontro.
- As Cerejas.